# Dymasius flavimembris
Dymasius flavimembris es una especie de escarabajo del género Dymasius, familia Cerambycidae. Fue descrita científicamente por Hüdepohl en 1989.
Habita en isla de Borneo. Los machos y las hembras miden aproximadamente 22,8 mm. El período de vuelo de esta especie ocurre en los meses de marzo y junio.